# 大芦镇
大芦镇，原名「大蘆鄉」，是中华人民共和国甘肃省白银市靖远县下辖的一个乡镇级行政单位。
2016年6月8日，甘肃省民政厅批复同意撤销大芦乡，设立大芦镇。

## 行政区划
大芦镇下辖以下地区：
野糜村、常塬村、周湾村、大塬村、刘沟村、中砂沟村、大芦村、庄口村和小芦村。